# Rio Bălăcel
O Rio Bălăcel é um rio da Romênia afluente do rio Burdea, localizado nos distritos de Argeş e Teleorman.